# Haemodoraceae
Haemodoraceae R.Br., 1810 è una famiglia di piante angiosperme dell'ordine Commelinales.

## Tassonomia
La famiglia comprende i seguenti generi:
- Anigozanthos Labill.
- Barberetta Harv.
- Blancoa Lindl.
- Conostylis R.Br.
- Cubanicula Hopper, J.E.Gut., E.J.Hickman, M.Pell. & Rhian J.Sm.
- Dilatris P.J.Bergius
- Haemodorum Sm.
- Lachnanthes Elliott
- Macropidia J.Drumm. ex Harv.
- Phlebocarya R.Br.
- Pyrrorhiza Maguire & Wurdack
- Schiekia Meisn.
- Tribonanthes Endl.
- Wachendorfia Burm. ex L.
- Xiphidium Aubl.